# 대반야경
대반야경(大般若經, Large Prajñāpāramitā Sūtras)은 반야경 중에서 가장 분량이 많은 불경이다. 대품반야경(大品般若經), 마하반야바라밀경(摩訶般若波羅蜜經)이라고도 한다.

## 역사
반야부 계통의 경전은 대승경전 중 가장 초기에 성립된 것으로 알려져 있는데, 이 경은 반야부 경전 중에서도 후대에 성립됐다.

## 현장
현장(玄奘, 602년 4월 6일 ~ 664년 3월 7일)은 당나라 초기 고승이자 번역가다. 손오공으로 유명한 서유기에 나오는 삼장법사가 바로 현장이다.
반야부에 속하는 경전은 전체 경장의 3분의 1에 해당하는데, 그 중 약 4분의 3이 대반야경이다. 그러나 이 경전 전체를 현장이 번역한 것은 아니고, 현장때 번역된 반야부 경들과 현장이 번역한 경들을 총체적으로 수록한 것이다.
현장은 매우 많은 불전을 번역했지만 가장 큰 업적은 바로 <대반야경>의 완역이다. 이 경은 읽는 것만도 큰일인데 그것을 번역까지 했다는 것은 보통의 사람으로는 상상을 초월하는 일이다.
현장은 62세 때인 10월 23일 『대반야경』을 완역하고 105일 뒤인 이듬해 2월 5일 입적한다. 경전의 완역과 현장의 삶도 마무리 된 것이다.

## 호국불교
국가의 보호, 그리고 재앙의 제거와 복을 구하기 위해 이 경이 널리 독송되었다. 이것은 반야가 곧 부처의 어머니이므로 모든 불법은 반야에서 나오다는 생각에 기인한 것이다. 그래서 몽고군의 침입으로 고려가 위태로울 때, 고려대장경을 새기고 첫부분에 이 반야경을 배열했다.

## 대지도론
용수존자가 대반야경을 주석하여 대지도론을 저술했다. 지도는 반야를 의미한다.

## 같이 보기
- 소품반야경
- 반야심경